# 祝福 (主教)
祝福（法語：Gustave-Joseph Deswazières；1882年10月14日—1959年2月22日）是天主教法國籍主教及巴黎外方傳教會會士。曾任廣東北海宗座代牧區宗座代牧（1928年, 1940年-1946年）及北海教区总主教（1946年-1959年）。

## 生平
祝福出生於1882年10月14日，在法国北部上法蘭西大區諾爾省的市鎮图尔宽。1900年加入巴黎外方傳教會。1905年9月23日，祝福在22岁時晋，並在11月22日被派遣前往中國廣東传教。
1908年在廣州學習中文後，被派往廣東博羅服務。及後，協助管理600名患者的麻風病院，並獲廣州政府補貼。但是，隨著1922年政局不穩而不獲政府援助。
1928年2月15日，祝福在45岁時獲時任教宗庇護十一世任命为廣東北海宗座代牧區宗座代牧，領銜阿爾及利亞努米迪亞馬克西米亞納教區主教。但是，同年11月祝福因患病回法國醫治，不得不辭任宗座代牧，並由賁德馨接任。1929年1月27日，在法國由广州宗座代牧光若翰主教主禮，亞眠教區主教查爾斯-阿爾伯特和里爾總教區總主教阿希爾·萊納特襄禮晉牧。
同月29日離開法國，並在同年3月抵達英屬香港法國外方傳道會大樓。1936年，祝福主教被任命為特使在中國各地教會進行牧訪。1940年11月27日，祝福主教再次任命为北海宗座代牧区宗座代牧。1946年4月11日，聖座在中國設立聖統制，北海宗座代牧區升格為北海教區，屬於廣東教省，祝福主教留任成為北海教區首任主教。1947年12月，广州總教区總主教魏畅茂榮休，祝福主教兼任廣州總教區教區署理 。
1949年10月1日，中國共產黨在中國大陸地區建立中華人民共和國，並開始針對天主教進行宗教迫害及打壓，教會已經無法正常功能。1952年，祝福主教及所有外籍傳教士先後被中國政府驅逐出境，北海教區教務由中國籍神父負責。
1959年2月22日，祝福主教在法国上法蘭西大區諾爾省里爾去世，享年76岁。